# Faro de La Guía
El faro de La Guía es un faro situado en La Guía, al noreste de Vigo, en la ribera sur de la Ría de Vigo, en la provincia de Pontevedra, Galicia, España. Está gestionado por la autoridad portuaria de Vigo.

## Historia
El primer faro en la zona se construyó en 1844, pero el faro actual se construyó al lado de la antigua torre en el año 1914. Tiene una torre cilíndrica con azulejos blancos y tres ventanas.